# Un bébé en cavale
Un bébé en cavale est le 10e album de la série de bande dessinée Jérôme K. Jérôme Bloche d’Alain Dodier. L'ouvrage est publié en 1995.